# Morten Espersen
Morten Gert Espersen (født 21. juni 1951 i Hvidovre, Danmark) er en dansk tidligere roer.
Espersen var med i dobbeltfirer ved OL 1980 i Moskva. Bådens øvrige mandskab var Per Rasmussen, Reiner Modest og Ole Bloch Jensen. Danskerne sluttede på en 9. plads ud af 12 deltagende både.